# リー・リッチモンド
リー・リッチモンド（John Lee Richmond, 1857年5月5日 - 1929年10月1日）は、アメリカ合衆国オハイオ州シェフィールド出身のプロ野球選手（投手）。左投げ、打席左右は不明。
MLB史上初の完全試合を達成したことで知られている。

## 経歴
ブラウン大学に在学していた1879年、リッチモンドは在学のままウースターのマイナーリーグ球団にも所属していた。左投げからのカーブを得意としていたリッチモンドは、この年キャップ・アンソンが率いるシカゴ・ホワイトストッキングス（現・カブス）とのエキシビションゲームで、7回雨天で中止になるまで無安打に抑える投球を披露した。
同年ボストン・レッドキャップス（現・アトランタ・ブレーブス）に投手として入団し、メジャーデビュー。ボストンでは1試合だけに登板し、11個の三振を奪って勝ち投手となっている。翌1880年から3年間は、ウースター・ルビーレッグス（現・フィラデルフィア・フィリーズ）に所属しチームの主力投手となる。1880年は66試合に登板して32勝32敗、防御率2.15の成績を残した。また救援投手を務めることもあり、この年3つのセーブを挙げた（当時は殆どの投手が先発完投していたため、この年のセーブ数3はリーグ最多であった）ことが後の試合記録から判っている。
1880年6月12日、ウースターで行われたクリーブランド・ブルースとの試合で、MLB史上初となる完全試合を達成した。この試合でリッチモンドは5つの三振を取り、外野へ飛んだ打球はわずか3つしかなかった。そのうちの1つは、右翼手から一塁への送球で打者をアウトにした「ライトゴロ」であった。味方のウースターもこの試合は3安打しかできず、5回に挙げた1点も相手エラー絡みで挙げたものであった。ただし、その5日後にはモンテ・ウォードも完全試合を達成したことにより、完全試合を唯一成し遂げた名誉は短いものに終わった。
1881年にも25勝を挙げたが、1882年には腕の負傷から大きく成績を落とし、14勝33敗の成績だった。同年ルビーレッグスが破綻したのを受け、1883年にはプロビデンス・グレイズに移籍したが、登板は12試合にとどまった。元々医師になる志があったリッチモンドは、医学の勉強を続けるための学資を野球で稼ぐつもりだったようで、この年を最後に26歳で一度野球から身を引いた。3年後の1886年に現役復帰し、シンシナティから数試合に出場するものの、それ以後リッチモンドは医師としての人生を歩み、晩年には大学の教授を務めた。1929年にオハイオ州で死去。

## 詳細情報

### 投手成績
数字の後の"*"は、記録不明箇所があることを示す。
| 年 度   | 球 団   | 登 板 | 先 発 | 完 投 | 完 封 | 無 四 球 | 勝 利 | 敗 戦 | セ 丨 ブ | ホ 丨 ル ド | 勝 率 | 打 者 | 投 球 回 | 被 安 打 | 被 本 塁 打 | 与 四 球 | 敬 遠 | 与 死 球 | 奪 三 振 | 暴 投 | ボ 丨 ク | 失 点 | 自 責 点 | 防 御 率 | W H I P |
| ------- | ------- | ----- | ----- | ----- | ----- | -------- | ----- | ----- | -------- | ----------- | ----- | ----- | -------- | -------- | ----------- | -------- | ----- | -------- | -------- | ----- | -------- | ----- | -------- | -------- | ------- |
| 1879    | BSN     | 1     | 1     | 1     | 0     | 0        | 1     | 0     | 0        |             | 1.000 | 36    | 9.0      | 4        | 0           | 1        |       |          | 11       | 1     | 0        | 6     | 2        | 2.00     | 0.56    |
| 1880    | WOR     | 74    | 66    | 57    | 5     |          | 32    | 32    | 3        |             | .500  | 2410  | 590.2    | 541      | 7           | 74       |       |          | 243      | 29    | 0        | 278   | 141      | 2.15     | 1.04    |
| 1881    | WOR     | 53    | 52    | 50    | 3     |          | 25    | 26    | 0        |             | .490  | 1992  | 462.1    | 547      | 7           | 68       |       |          | 156      | 24    | 1        | 302   | 174      | 3.39     | 1.33    |
| 1882    | WOR     | 48    | 46    | 44    | 0     |          | 14    | 33    | 0        |             | .298  | 1876  | 411.0    | 525      | 11          | 88       |       |          | 123      | 26    | 0        | 343   | 171      | 3.74     | 1.49    |
| 1883    | PRO     | 12    | 12    | 8     | 0     |          | 3     | 7     | 0        |             | .300  | 416   | 92.0     | 122      | 2           | 27       |       |          | 13       | 6     | 0        | 67    | 34       | 3.33     | 1.62    |
| 1886    | CIN     | 3     | 2     | 1     | 0     |          | 0     | 2     | 0        |             | .000  | 91    | 18.0     | 24       | 0           | 11       |       | 2        | 6        | 1     | 0        | 22    | 16       | 8.00     | 1.94    |
| MLB:6年 | MLB:6年 | 191   | 179   | 161   | 8     |          | 75    | 100   | 3        |             | .429  | 6821  | 1583.0   | 1763     | 27          | 269      |       | 2*       | 552      | 87    | 1        | 1018  | 538      | 3.06     | 1.28    |

### 打撃成績
- 通算成績：251試合、1018打数262安打、本塁打3、打点113、打率.257

### タイトル
- 最多セーブ投手：1回（1880年）

### 記録
- 完全試合：1880年6月12日
- セーブ数リーグ最多：1880年
- 敗戦数リーグ最多：1882年